# Ozerlag
Ozerlag (rusky Озёрный исправи́тельно-трудово́й ла́герь, Озерлаг, Особый лагерь № 7, особлаг № 7) byl speciální tábor pro politické vězně, který byl součástí systému pracovních táborů Gulag.
Ozerlag byl největší táborový komplex v SSSR.

## Historie
Tábor vznikl v roce 1948, byl rozdělen do táborových bodů umístěných mezi Tajšetem a Bratskem. Současně bylo v Ozerlagu drženo 50 019 vězňů (údaje k 1. lednu 1949). Vězni pracovali hlavně na stavbě Bajkalsko-amurské magistrály a při těžbě a zpracování dřeva.
V roce 1952 bylo v táboře údajně přes 37 000 vězňů, z toho asi čtvrtina žen, jiné zdroje hovoří o 40 000 a více.

## Známí vězni
- Ján Košút
- Lidija Andrejevna Ruslanova
- Josip Slipyj
- Manfred Stern
- Sergej Vojcechovský[1]
- Petr Zlenko[2]